# Raimondas Šukys
Raimondas Šukys (* 27. Oktober 1966 in Šiauliai) ist ein litauischer Ombudsman, Jurist und Politiker.

## Leben
Nach dem Abitur 1984 an der Julius-Janonis-Mittelschule absolvierte Raimondas Šukys 1992 das Diplomstudium und von 1992 bis 1996 das Promotionsstudium an der Rechtsfakultät der Universität Vilnius. Von 1991 bis 1992 arbeitete Šukys als Jurist in der Redaktion der Lokalzeitung „Šiaulių kraštas“ und von 1992 bis 1994 im Beratungsunternehmen „Verslo raktas“. Danach war er 1993/94 Referent der parlamentarischen Fraktion der Partei Lietuvos demokratinė darbo partija und wissenschaftlicher Assistent an der Universität Vilnius tätig.
2000 wurde Raimondas Šukys für die Partei Lietuvos liberalų sąjunga (LLS) in das litauische Parlament (Seimas) gewählt und bei den Wahlen 2004 bestätigt. Er ist heute Mitglied der Partei Liberalų ir centro sąjunga (LiCS). Nach der Regierungsbeteiligung der LiCS wurde er im neuen Kabinett von Gediminas Kirkilas am 12. Juli 2006 zum Innenminister ernannt. Dieses Amt übte er bis zum 17. Dezember 2007 aus, als er die politische Verantwortung für einen tödlichen Autounfall übernahm. Ein Polizist hatte dabei mit seinem Zivilfahrzeug drei Schulkinder angefahren und getötet.
Nach den Wahlen 2008 wurde Raimondas Šukys zu einem der sechs stellvertretenden Vorsitzenden des Parlaments gewählt. Er ist Mitglied der Fraktion der Liberalen und Zentrumsunion und war bis März 2010 erster Stellvertretender Parlamentspräsident. Vom 10. März 2010 bis Dezember 2012 war er Gesundheitsminister Litauens. Ab dem 16. Januar 2013 war er Berater des Justizministers Juozas Bernatonis (im Kabinett Butkevičius). Seit April 2013 ist er Ombudsman.